# Женска фудбалска репрезентација Јамајке
Женска фудбалска репрезентација Јамајке (енгл. Jamaica women's national football team, је женски фудбалски тим који представља Јамајку на међународним такмичењима и такмичи се у Конфедерацији фудбалског савеза Северне, Централне Америке и Кариба (Конкакаф).
Током 2008. године, тим је распуштен пошто није успео да изађе из групне фазе Олимпијских квалификација, у којој су још биле Сједињене Државе и Мексико. Програм је поново покренут 2014. године након скоро шест година паузе, и тада је репрезентација Јамајке заузела друго место на женском Купу Кариба 2014. након пораза од Тринидада и Тобага са 1 : 0 у финалу. Тим подржава амбасадорка Седела Марли, ћерка Боба Марлија, она помаже у подизању свести за тим, подстиче развој и обезбеђује га финансијски. Јамајка се први пут квалификовала за Светско првенство у фудбалу за жене 2019. године, али је тим елиминисан пошто је изгубио све мечеве у групној фази.

## Историја
Женски фудбал на Јамајци је почео оснивањем Јамајчанске женске фудбалске асоцијације (коју је основала Андреа Луис, њен први председник) 1987. године.
Дана 17. априла 1991. тим је одиграо своју прву међународној утакмици против Хаитија, коју су изгубили резултатом 1 : 0. У августу 1994. Реге девојке су поражене са 10 : 0 од репрезентације Сједињених Држава.
Године 2002. репрезентација се квалификовала за женски златни куп у Конкакафа (уједно и квалификациони турнир за Светско првенство у фудбалу за жене 2003), али је изгубила све утакмице прелиминарног кола. Репрезентација се 2006. године поново квалификовала за женски златни куп и тада је освојила четврто место.

## Достигнућа

### Светско првенство за жене
| Светско првенство у фудбалу за жене резултати | Светско првенство у фудбалу за жене резултати | Светско првенство у фудбалу за жене резултати | Светско првенство у фудбалу за жене резултати | Светско првенство у фудбалу за жене резултати | Светско првенство у фудбалу за жене резултати | Светско првенство у фудбалу за жене резултати | Светско првенство у фудбалу за жене резултати | Светско првенство у фудбалу за жене резултати | Светско првенство у фудбалу за жене резултати |
| Година                                        | Резултат                                      | Ута                                           | Поб                                           | Нер*                                          | Изг                                           | ГД                                            | ГП                                            | ГР                                            |                                               |
| --------------------------------------------- | --------------------------------------------- | --------------------------------------------- | --------------------------------------------- | --------------------------------------------- | --------------------------------------------- | --------------------------------------------- | --------------------------------------------- | --------------------------------------------- | --------------------------------------------- |
| 1991.                                         | Није се квалификовала                         | Није се квалификовала                         | Није се квалификовала                         | Није се квалификовала                         | Није се квалификовала                         | Није се квалификовала                         | Није се квалификовала                         | Није се квалификовала                         |                                               |
| 1995.                                         | Није се квалификовала                         | Није се квалификовала                         | Није се квалификовала                         | Није се квалификовала                         | Није се квалификовала                         | Није се квалификовала                         | Није се квалификовала                         | Није се квалификовала                         |                                               |
| 1999.                                         | Није учествовала                              | Није учествовала                              | Није учествовала                              | Није учествовала                              | Није учествовала                              | Није учествовала                              | Није учествовала                              | Није учествовала                              |                                               |
| 2003.                                         | Није се квалификовала                         | Није се квалификовала                         | Није се квалификовала                         | Није се квалификовала                         | Није се квалификовала                         | Није се квалификовала                         | Није се квалификовала                         | Није се квалификовала                         |                                               |
| 2007.                                         | Није се квалификовала                         | Није се квалификовала                         | Није се квалификовала                         | Није се квалификовала                         | Није се квалификовала                         | Није се квалификовала                         | Није се квалификовала                         | Није се квалификовала                         |                                               |
| 2011.                                         | Није учествовала                              | Није учествовала                              | Није учествовала                              | Није учествовала                              | Није учествовала                              | Није учествовала                              | Није учествовала                              | Није учествовала                              |                                               |
| 2015.                                         | Није се квалификовала                         | Није се квалификовала                         | Није се квалификовала                         | Није се квалификовала                         | Није се квалификовала                         | Није се квалификовала                         | Није се квалификовала                         | Није се квалификовала                         |                                               |
| 2019.                                         | Групна фаза                                   | 3                                             | 0                                             | 0                                             | 3                                             | 1                                             | 12                                            | -11                                           |                                               |
| 2023.                                         | Није играно                                   | Није играно                                   | Није играно                                   | Није играно                                   | Није играно                                   | Није играно                                   | Није играно                                   | Није играно                                   |                                               |
| Укупно                                        | Групна фаза                                   | 3                                             | 0                                             | 0                                             | 3                                             | 1                                             | 12                                            | -11                                           |                                               |

*Означава нерешене утакмице укључујући нокаут мечеве одлучене извођењем једанаестераца.
| Светско првенство у фудбалу за жене историја | Светско првенство у фудбалу за жене историја | Светско првенство у фудбалу за жене историја | Светско првенство у фудбалу за жене историја | Светско првенство у фудбалу за жене историја | Светско првенство у фудбалу за жене историја |
| Година                                       | Коло                                         | Датум                                        | Противник                                    | Резултат                                     | Стадион                                      |
| -------------------------------------------- | -------------------------------------------- | -------------------------------------------- | -------------------------------------------- | -------------------------------------------- | -------------------------------------------- |
| 2019.                                        | Групна фаза                                  | 9. јун                                       | Бразил                                       | Изг. 0 : 3                                   | Стадион Алпа, Гренобл                        |
| 2019.                                        | Групна фаза                                  | 14. јун                                      | Италија                                      | Изг. 0 : 5                                   | Стадион Август− Делане, Ремс                 |
| 2019.                                        | Групна фаза                                  | 18. јун                                      | Аустралија                                   | Изг. 1 : 4                                   | Стадион Алпа, Гренобл                        |

### Олимпијске игре
| Олимпијске игре резултати | Олимпијске игре резултати | Олимпијске игре резултати | Олимпијске игре резултати | Олимпијске игре резултати | Олимпијске игре резултати | Олимпијске игре резултати | Олимпијске игре резултати | Олимпијске игре резултати |                  | Светско првенство у фудбалу за жене резултати | Светско првенство у фудбалу за жене резултати | Светско првенство у фудбалу за жене резултати | Светско првенство у фудбалу за жене резултати | Светско првенство у фудбалу за жене резултати | Светско првенство у фудбалу за жене резултати |             |
| Година                    | Коло                      | Поз                       | Ута                       | Поб                       | Нер*                      | Изг                       | ГД                        | ГП                        | Ута              | Поб                                           | Нер*                                          | Изг                                           | ГД                                            | ГП                                            |                                               |             |
| ------------------------- | ------------------------- | ------------------------- | ------------------------- | ------------------------- | ------------------------- | ------------------------- | ------------------------- | ------------------------- | ---------------- | --------------------------------------------- | --------------------------------------------- | --------------------------------------------- | --------------------------------------------- | --------------------------------------------- | --------------------------------------------- | ----------- |
| 1996.                     | Није се квалификовала     | Није се квалификовала     | Није се квалификовала     | Није се квалификовала     | Није се квалификовала     | Није се квалификовала     | Није се квалификовала     | Није се квалификовала     | ФИФА СП 1995.    | ФИФА СП 1995.                                 | ФИФА СП 1995.                                 | ФИФА СП 1995.                                 | ФИФА СП 1995.                                 | ФИФА СП 1995.                                 |                                               |             |
| 2000.                     | Није учествовала          | Није учествовала          | Није учествовала          | Није учествовала          | Није учествовала          | Није учествовала          | Није учествовала          | Није учествовала          | ФИФА СП 1999.    | ФИФА СП 1999.                                 | ФИФА СП 1999.                                 | ФИФА СП 1999.                                 | ФИФА СП 1999.                                 | ФИФА СП 1999.                                 |                                               |             |
| 2004.                     | Није се квалификовала     | Није се квалификовала     | Није се квалификовала     | Није се квалификовала     | Није се квалификовала     | Није се квалификовала     | Није се квалификовала     | Није се квалификовала     | 5                | 2                                             | 0                                             | 3                                             | 4                                             | 10                                            |                                               |             |
| 2008.                     | Није се квалификовала     | Није се квалификовала     | Није се квалификовала     | Није се квалификовала     | Није се квалификовала     | Није се квалификовала     | Није се квалификовала     | Није се квалификовала     | 7                | 5                                             | 0                                             | 2                                             | 28                                            | 14                                            |                                               |             |
| 2012.                     | Није учествовала          | Није учествовала          | Није учествовала          | Није учествовала          | Није учествовала          | Није учествовала          | Није учествовала          | Није учествовала          | Није учествовала | Није учествовала                              | Није учествовала                              | Није учествовала                              | Није учествовала                              | Није учествовала                              |                                               |             |
| 2016.                     | Није се квалификовала     | Није се квалификовала     | Није се квалификовала     | Није се квалификовала     | Није се квалификовала     | Није се квалификовала     | Није се квалификовала     | Није се квалификовала     | 4                | 2                                             | 0                                             | 2                                             | 20                                            | 4                                             |                                               |             |
| 2020.                     | Није се квалификовала     | Није се квалификовала     | Није се квалификовала     | Није се квалификовала     | Није се квалификовала     | Није се квалификовала     | Није се квалификовала     | Није се квалификовала     | 7                | 5                                             | 0                                             | 2                                             | 44                                            | 11                                            |                                               |             |
| 2024.                     | Није играно               | Није играно               | Није играно               | Није играно               | Није играно               | Није играно               | Није играно               | Није играно               | Није играно      | Није играно                                   | Није играно                                   | Није играно                                   | Није играно                                   | Није играно                                   | Није играно                                   | Није играно |
| Укупно                    | -                         | -                         | -                         | -                         | -                         | -                         | -                         | -                         | 23               | 14                                            | 0                                             | 9                                             | 96                                            | 39                                            |                                               |             |

*Означава нерешене утакмице укључујући нокаут мечеве одлучене извођењем једанаестераца.

### Конкакафов шампионат за жене
| Конкакафов шампионат у фудбалу за жене резултати | Конкакафов шампионат у фудбалу за жене резултати | Конкакафов шампионат у фудбалу за жене резултати | Конкакафов шампионат у фудбалу за жене резултати | Конкакафов шампионат у фудбалу за жене резултати | Конкакафов шампионат у фудбалу за жене резултати | Конкакафов шампионат у фудбалу за жене резултати | Конкакафов шампионат у фудбалу за жене резултати | Конкакафов шампионат у фудбалу за жене резултати |                  | Квалификациони резултати | Квалификациони резултати | Квалификациони резултати | Квалификациони резултати | Квалификациони резултати | Квалификациони резултати | Квалификациони резултати |
| Година                                           | Резултат                                         | Ута                                              | Поб                                              | Нер*                                             | Изг                                              | ГД                                               | ГП                                               | ГР                                               | Ута              | Поб                      | Нер*                     | Изг                      | ГД                       | ГП                       | ГР                       |                          |
| 1991.                                            | Групна фаза                                      | 3                                                | 0                                                | 0                                                | 3                                                | 1                                                | 12                                               | -11                                              | -                | -                        | -                        | -                        | -                        | -                        | -                        |                          |
| 1993.                                            | Није учествовала                                 | Није учествовала                                 | Није учествовала                                 | Није учествовала                                 | Није учествовала                                 | Није учествовала                                 | Није учествовала                                 | Није учествовала                                 | Није учествовала | Није учествовала         | Није учествовала         | Није учествовала         | Није учествовала         | Није учествовала         | Није учествовала         |                          |
| 1994.                                            | Пето место                                       | 4                                                | 0                                                | 0                                                | 4                                                | 2                                                | 22                                               | -20                                              | -                | -                        | -                        | -                        | -                        | -                        | -                        |                          |
| 1998.                                            | Није учествовала                                 | Није учествовала                                 | Није учествовала                                 | Није учествовала                                 | Није учествовала                                 | Није учествовала                                 | Није учествовала                                 | Није учествовала                                 | Није учествовала | Није учествовала         | Није учествовала         | Није учествовала         | Није учествовала         | Није учествовала         | Није учествовала         |                          |
| 2000.                                            | Није учествовала                                 | Није учествовала                                 | Није учествовала                                 | Није учествовала                                 | Није учествовала                                 | Није учествовала                                 | Није учествовала                                 | Није учествовала                                 | Није учествовала | Није учествовала         | Није учествовала         | Није учествовала         | Није учествовала         | Није учествовала         | Није учествовала         |                          |
| 2002.                                            | Групна фаза                                      | 3                                                | 0                                                | 0                                                | 3                                                | 1                                                | 13                                               | −12                                              | 4                | 3                        | 1                        | 0                        | 13                       | 0                        | +13                      |                          |
| 2006.                                            | Четврто место                                    | 3                                                | 1                                                | 0                                                | 2                                                | 2                                                | 7                                                | -5                                               | 5                | 5                        | 0                        | 0                        | 37                       | 0                        | +37                      |                          |
| 2010.                                            | Није учествовала                                 | Није учествовала                                 | Није учествовала                                 | Није учествовала                                 | Није учествовала                                 | Није учествовала                                 | Није учествовала                                 | Није учествовала                                 | Није учествовала | Није учествовала         | Није учествовала         | Није учествовала         | Није учествовала         | Није учествовала         | Није учествовала         |                          |
| 2014.                                            | Групна фаза                                      | 3                                                | 1                                                | 0                                                | 2                                                | 8                                                | 5                                                | +3                                               | Куп Кариба 2014. | Куп Кариба 2014.         | Куп Кариба 2014.         | Куп Кариба 2014.         | Куп Кариба 2014.         | Куп Кариба 2014.         | Куп Кариба 2014.         |                          |
| 2018.                                            | Треће место                                      | 5                                                | 2                                                | 1                                                | 2                                                | 12                                               | 10                                               | +2                                               | 7                | 6                        | 1                        | 0                        | 41                       | 4                        | +37                      |                          |
| 2022.                                            | Није играно                                      | Није играно                                      | Није играно                                      | Није играно                                      | Није играно                                      | Није играно                                      | Није играно                                      | Није играно                                      | Није играно      | Није играно              | Није играно              | Није играно              | Није играно              | Није играно              | Није играно              |                          |
| Укупно                                           | Треће место                                      | 21                                               | 4                                                | 1                                                | 16                                               | 26                                               | 69                                               | -31                                              | 16               | 14                       | 2                        | 0                        | 91                       | 4                        | +87                      |                          |

*Означава нерешене утакмице укључујући нокаут мечеве одлучене извођењем једанаестераца.

### Панамеричке игре
| Панамеричке игре резултати | Панамеричке игре резултати | Панамеричке игре резултати | Панамеричке игре резултати | Панамеричке игре резултати | Панамеричке игре резултати | Панамеричке игре резултати | Панамеричке игре резултати |
| Година                     | Рез                        | Ута                        | Поб                        | Нер*                       | Изг                        | ГД                         | ГП                         |
| -------------------------- | -------------------------- | -------------------------- | -------------------------- | -------------------------- | -------------------------- | -------------------------- | -------------------------- |
| 1999.                      | Није учествовала           | Није учествовала           | Није учествовала           | Није учествовала           | Није учествовала           | Није учествовала           | Није учествовала           |
| 2003.                      | Није учествовала           | Није учествовала           | Није учествовала           | Није учествовала           | Није учествовала           | Није учествовала           | Није учествовала           |
| 2007.                      | Прелиминарна фаза          | 4                          | 1                          | 1                          | 2                          | 3                          | 17                         |
| 2011.                      | Није учествовала           | Није учествовала           | Није учествовала           | Није учествовала           | Није учествовала           | Није учествовала           | Није учествовала           |
| 2015.                      | Није се квалификовала      | Није се квалификовала      | Није се квалификовала      | Није се квалификовала      | Није се квалификовала      | Није се квалификовала      | Није се квалификовала      |
| 2019.                      | Седмо место                | 4                          | 1                          | 0                          | 3                          | 2                          | 7                          |
| Укупно                     | Седмо место                | 8                          | 2                          | 1                          | 5                          | 5                          | 24                         |

*Означава нерешене утакмице укључујући нокаут мечеве одлучене извођењем једанаестераца.

## ФИФА рангирање
Последње ажурирање је било у јуну 2021.
Извор:
  Најбоља позиција    Најгора позиција    Највећи напредак    Најмањи напредак  
| 51 | 2021 | —  | —          | —  | —          |
| 50 | 2020 | 50 | 1          | 50 | Стагнација |
| 51 | 2019 | 51 | 2          | 53 | Стагнација |
| 53 | 2018 | 53 | 11         | 71 | 7          |
| 64 | 2017 | 64 | 1          | 64 | 1          |
| 65 | 2016 | 65 | 4          | 68 | Стагнација |
| 72 | 2015 | 67 | 7          | 74 | 5          |
| 72 | 2014 | 71 | 1          | 72 | 7          |
| —  | 2013 | —  | —          | —  | —          |
| —  | 2012 | —  | —          | —  | —          |
| —  | 2011 | —  | —          | —  | —          |
| —  | 2010 | —  | —          | —  | —          |
| 65 | 2009 | 65 | 4          | 67 | Стагнација |
| 71 | 2008 | 70 | 3          | 73 | 1          |
| 76 | 2007 | 74 | 2          | 76 | 2          |
| 74 | 2006 | 74 | 7          | 81 | 3          |
| 76 | 2005 | 76 | 1          | 79 | 3          |
| 76 | 2004 | 73 | Стагнација | 76 | 3          |
| 72 | 2003 | 70 | Стагнација | 73 | 4          |